# Kawac Makwei
Kawac Makuei Mayar Kawac († 15. Juli 2017 in Juba) war ein Politiker im Südsudan, der als Führer der Rebellengruppe Anyanya I in der Unabhängigkeitsbewegung im Ersten Sudanesischen Bürgerkrieg (1955–1972) und im Sudan People's Liberation Movement (SPLM) während des Zweiten Sudanesischen Bürgerkrieges (1983–2005) aktiv war.

## Bürgerkrieg
Kawac Makuei schloss sich 1963 der Anyanya an.
Als 1972 das Addis-Abeba-Abkommen unterzeichnet wurde, hatte er sich in den Rang eines Majors hochgearbeitet. Er war 1983 einer der Gründer der Sudanesische Volksbefreiungsarmee (SPLA) und wurde Kommandant des Jamus Battalion der SPLA.
Im Februar 1984 führte Colonel Kawac Makuei einen erfolgreichen Angriff gegen Wathkec, an der Mündung des Jonglei-Kanals.
1986 unternahm er mit tausenden Rekruten aus dem nördlichen Bahr el-Ghazal den 'Langen Marsch nach Äthiopien'.
Im Januar 1990 setzte die SPLM Kawac Makuei zusammen mit anderen einflussreichen Personen der Bewegung unter Arrest und die Führung wurde durch John Garang zentralisiert.
Am 21. April 1997 gehörte Kawac Makuei zu den Anführern, welche den Friedensvertrag  von Khartum 1997 unterzeichneten. Er war dafür Repräsentant des Bahr al-Ghazal Independence Movement im südlichen Sudan. Der Friedensvertrag sorgte für weitreichende Selbstbestimmung des Südens in einer Übergangszeit, bis ein Referendum zur Einrichtung einer zukünftigen Regierung abgehalten werden sollte. Dieses Referendum wurde jedoch von der SPLA boykottiert.
Kawac Makuei wurde zum Gouverneur des Bundesstaates Northern Bahr el Ghazal ernannt. Im Juni 1998 wurde eine Attacke gegen sein Haus ausgeführt, offenbar von Mitgliedern einer rivalisierenden, regierungstreuen Miliz.

## Nachkriegskarriere
Der Bürgerkrieg endete im Januar 2005.
Kawac Makuei wurde zum Vorsitzenden der Southern Sudan War Veterans Commission der Regierung des Südsudan ernannt.
Im Februar 2010 verkündete er seine Kandidatur für den Posten des Gouverneurs von Northern Bahr el Ghazal, für die Gruppierung United Democratic Salvation Front (UDSF).
In der Wahl im April 2010 errang der Amtsinhaber Paul Malong Awan Anei der SPLM 162.209 Stimmen, General Dau Aturjong Nyuol gewann 84.452 und Kawac Makuei Kawac nur 9.854 Stimmen.